# Metro Detroit
Detroit metropolitan area, ofta kallad Metro Detroit, är benämningen på området i och kring staden Detroit i den amerikanska delstaten Michigan. I området ligger bl.a. städerna Bloomfield Hills, Dearborn, Farmington, Farmington Hills, Livonia och Warren. I staden Romulus ligger flygplatsen Detroit Metropolitan Wayne County Airport. Tillsammans med Windsor i Kanada har området cirka 5,7 miljoner invånare (2009).